# 3215 Lapko
3215 Lapko è un asteroide della fascia principale. Scoperto nel 1980, presenta un'orbita caratterizzata da un semiasse maggiore pari a 3,1239211 UA e da un'eccentricità di 0,1067040, inclinata di 7,21275° rispetto all'eclittica.